# TAB-77
TAB-77 (Transportorul Amfibiu Blindat Model 1977) este un transportor blindat pentru trupe proiectat și fabricat în România. Constituie un mijloc de luptă și transport al grupei de infanterie din unitățile mecanizate. A fost succesorul modelului TAB-71, fiind înlocuit la rândul său de modelul B-33 Zimbru. Modelul de referință al temei de cercetare-proiectare a fost transportorul sovietic BTR-70, însă TAB-77 este un vehicul blindat de luptă diferit de acesta. A fost proiectat în anii 1970, fiind fabricat între anii 1978 și 1991. România a fabricat și modelul BTR-70 sub licență sovietică pentru export în Republica Democrată Germană.

## Descriere

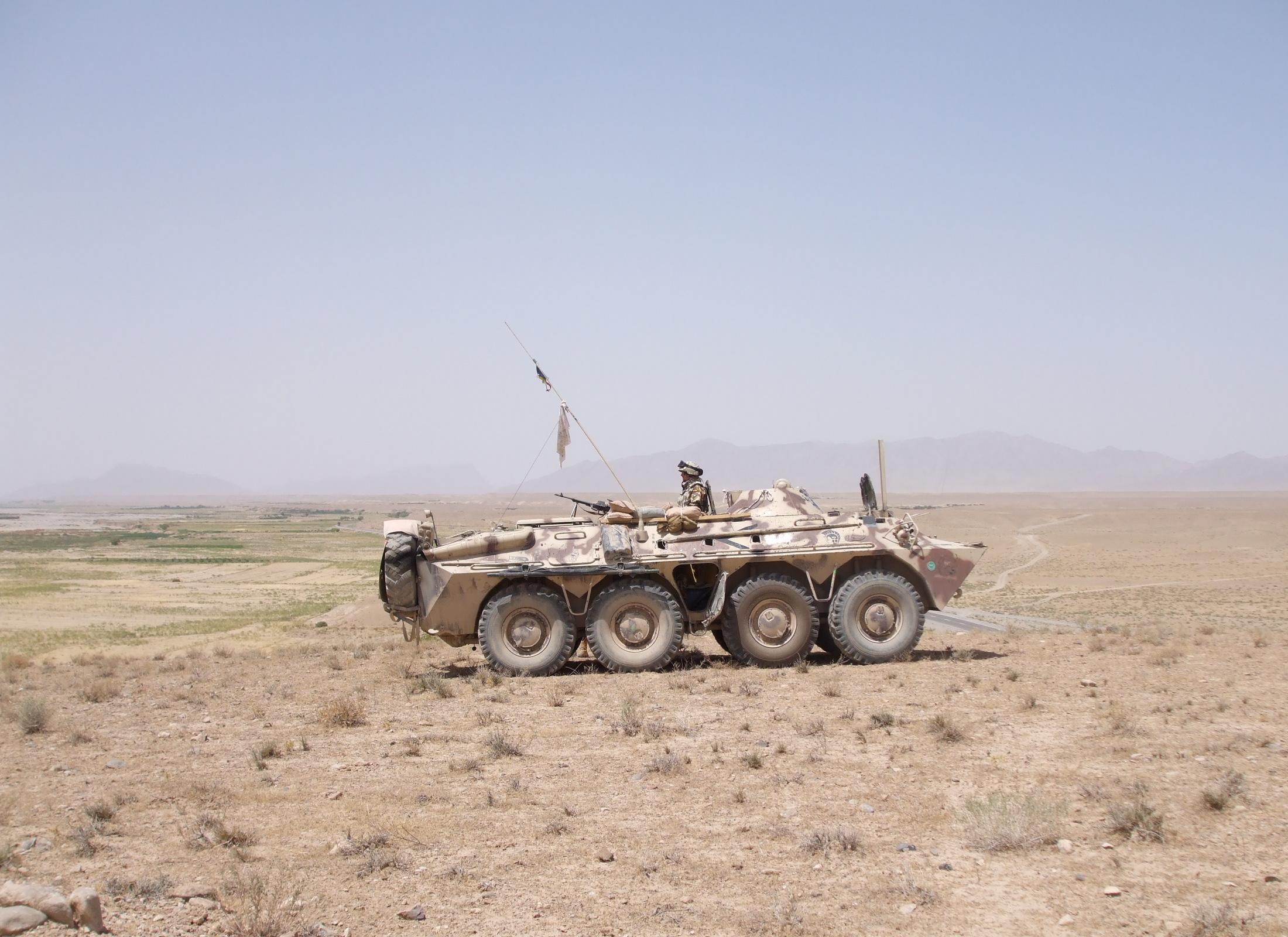
TAB-77 în Afghanistan.

Transportorul blindat are trei compartimente: camera de conducere (în partea din față), camera desantului (la mijloc) și camera energetică. Camera de conducere este ocupată de mecanicul conductor și comandant. Trăgătorul ocupă scaunul din turelă, iar restul soldaților scaunele laterale și bancheta din spate. Camera energetică este despărțită de camera desantului printr-un perete etanș. Îmbarcarea și desantul se realizează prin cele două uși laterale. Această soluție a fost implementată și la transportorul TAB-71M începând cu anii 1980. În lateral, TAB-77 are câte trei ambrazuri pentru trageri cu armamentul individual al soldaților. Toți militarii au aparate de observare pe timp de zi, iar comandantul și mecanicul conductor au câte un AVN (aparat de vedere pe timp de noapte) în infraroșu. Cele două motoare diesel Saviem a câte 130 de cai putere fiecare antrenează roțile celor patru punți astfel: motorul din dreapta punțile I și III, iar cel din stânga punțile II și IV. Suspensia este independentă, de tip bară de torsiune. Transportorul este dotat cu un sistem centralizat de reglare a presiunii aerului din pneuri. Roțile directoare (punțile I și II) sunt acționate de un servomecanism hidraulic. Pentru autoscoatere, TAB-77 este dotat și cu un troliu în partea frontală. În partea din spate se află propulsorul prin jet de apă. Cele două elice pot deplasa vehiculul cu o viteză maximă de 9 km/h, direcția fiind asigurată de o cârmă.
Blindajul transportorului blindat asigură protecție împotriva schijelor artileriei și gloanțelor trase de la o distanță de minim 100 de metri. Vehiculul este dotat și cu un sistem de protecție împotriva efectelor armelor de nimicire în masă (ANM), având o instalație de filtroventilație.
Armamentul constă într-o mitralieră grea MTB (abreviere de la Mitralieră Transportor Blindat, denumirea mitralierei KPV de origine sovietică fabricată sub licență în România) de calibrul 14,5 mm și o mitralieră PKT de calibrul 7,62 mm (fabricată sub licență). Suplimentar, un soldat din grupă este dotat cu aruncătorul de grenade AG-7, iar restul soldaților au 21 de grenade defensive F1 la dispoziție.

## Variante
- TAB-77A R-1451/M - versiune punct de comandă cu echipamente radio suplimentare.
- TAB-77A R-1452 - versiune punct de comandă cu echipamente radio suplimentare. Turela are o mitralieră falsă.
- TAB-77A PCOMA - punct de commandă și observare mobil de artilerie.
- TERA-77L - tractor de evacuare și reparații auto.

Șasiul transportorului TAB-77 a fost folosit pentru mai multe vehicule experimentale. Un vehicul a fost echipat cu turela mașinii de luptă a infanteriei MLI-84, fiind testat în vara anului 1982. Un TAB-77 a fost dotat cu tunul automat A436 de calibrul 30 mm și rachete antitanc dirijate Maliutka. Prototipul a fost testat în luna noiembrie a anului 1982 și urma a intra în producție. Zece mașini de luptă au defilat la parada militară de Ziua Națională a României din 1984 (23 august la vremea respectivă), dar proiectul a fost amânat deoarece nu existau suficiente tunuri. Ulterior, asimilarea TAB-77 dotat cu tun antiaerian automat de calibrul 30 mm a fost anulată.

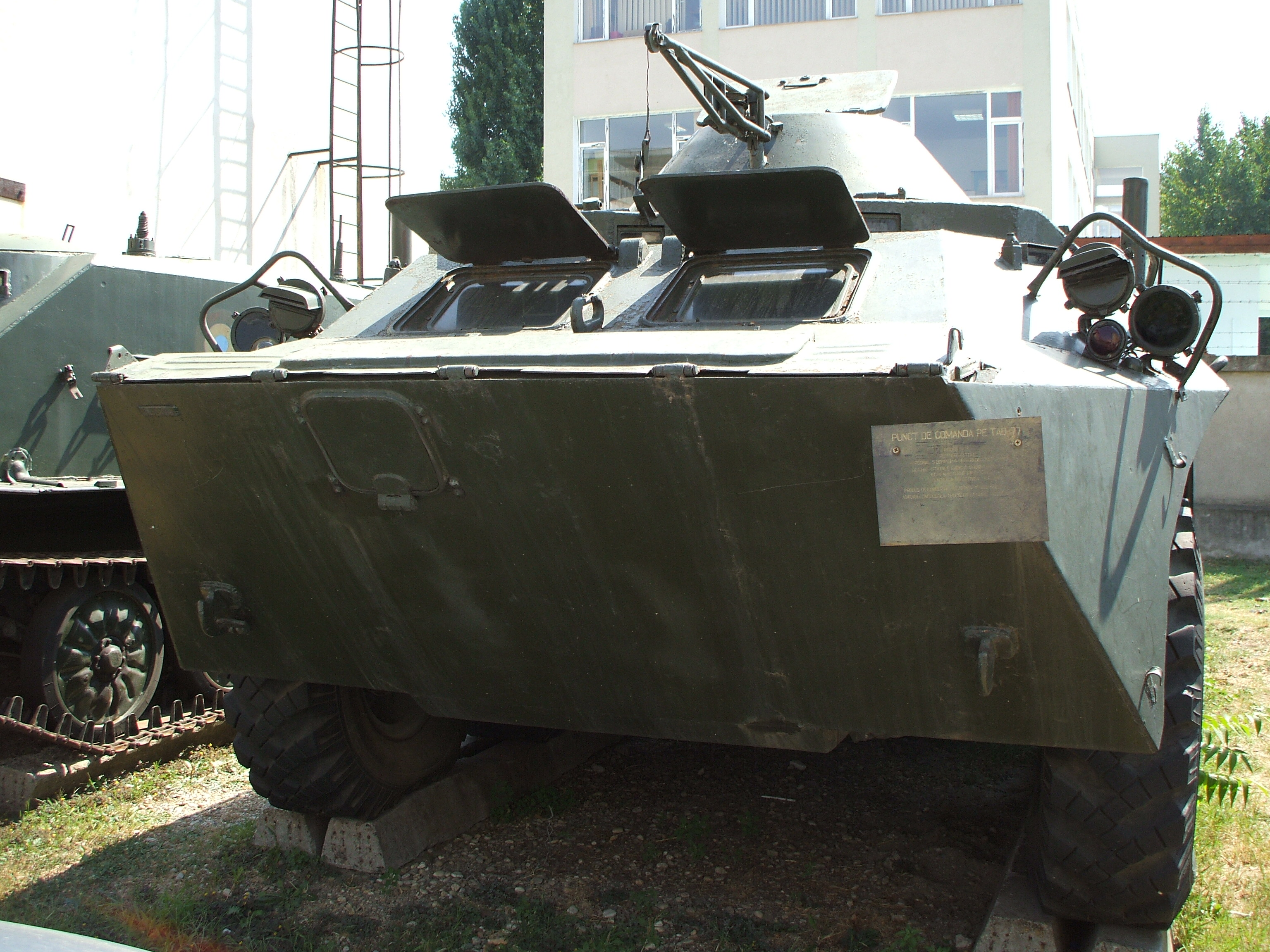
TAB-77 PCOMA expus la Muzeul Militar Național „Regele Ferdinand I” (București).
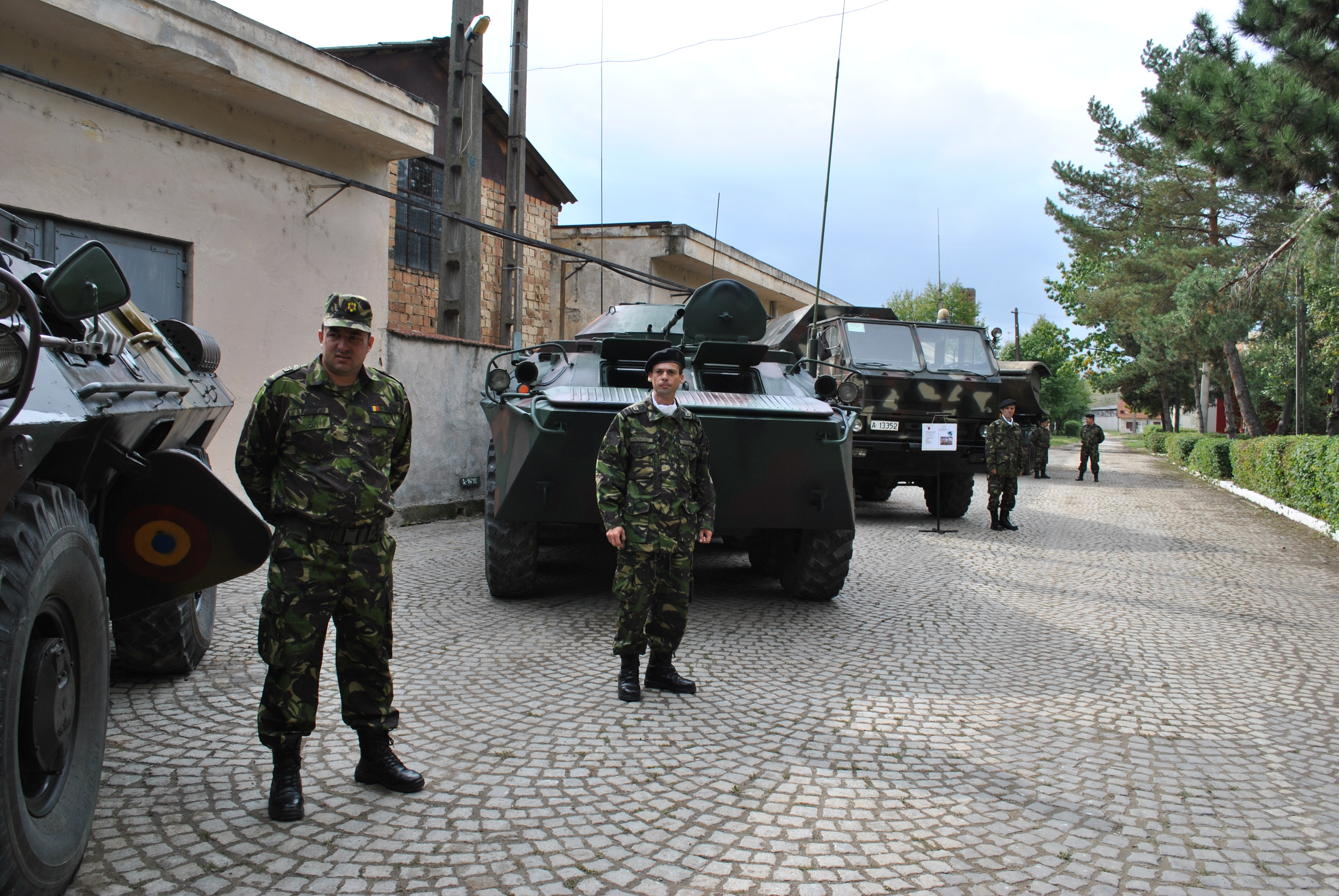
TAB-77A R-1452 din dotarea Batalionului 114 Tancuri din Târgoviște.
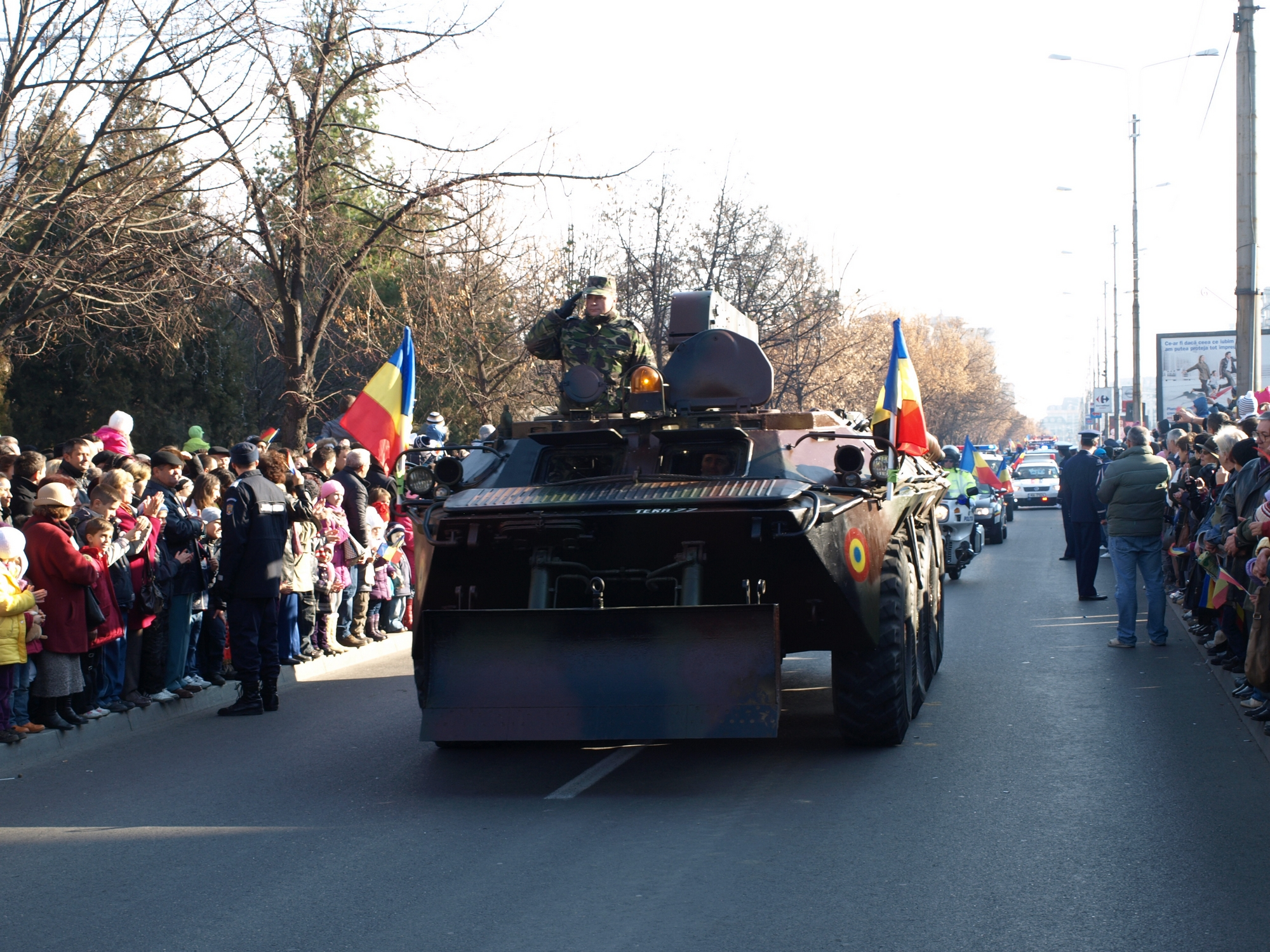
TERA-77 la parada militară de Ziua Națională a României din Ploiești (1 decembrie 2011).

## Utilizatori

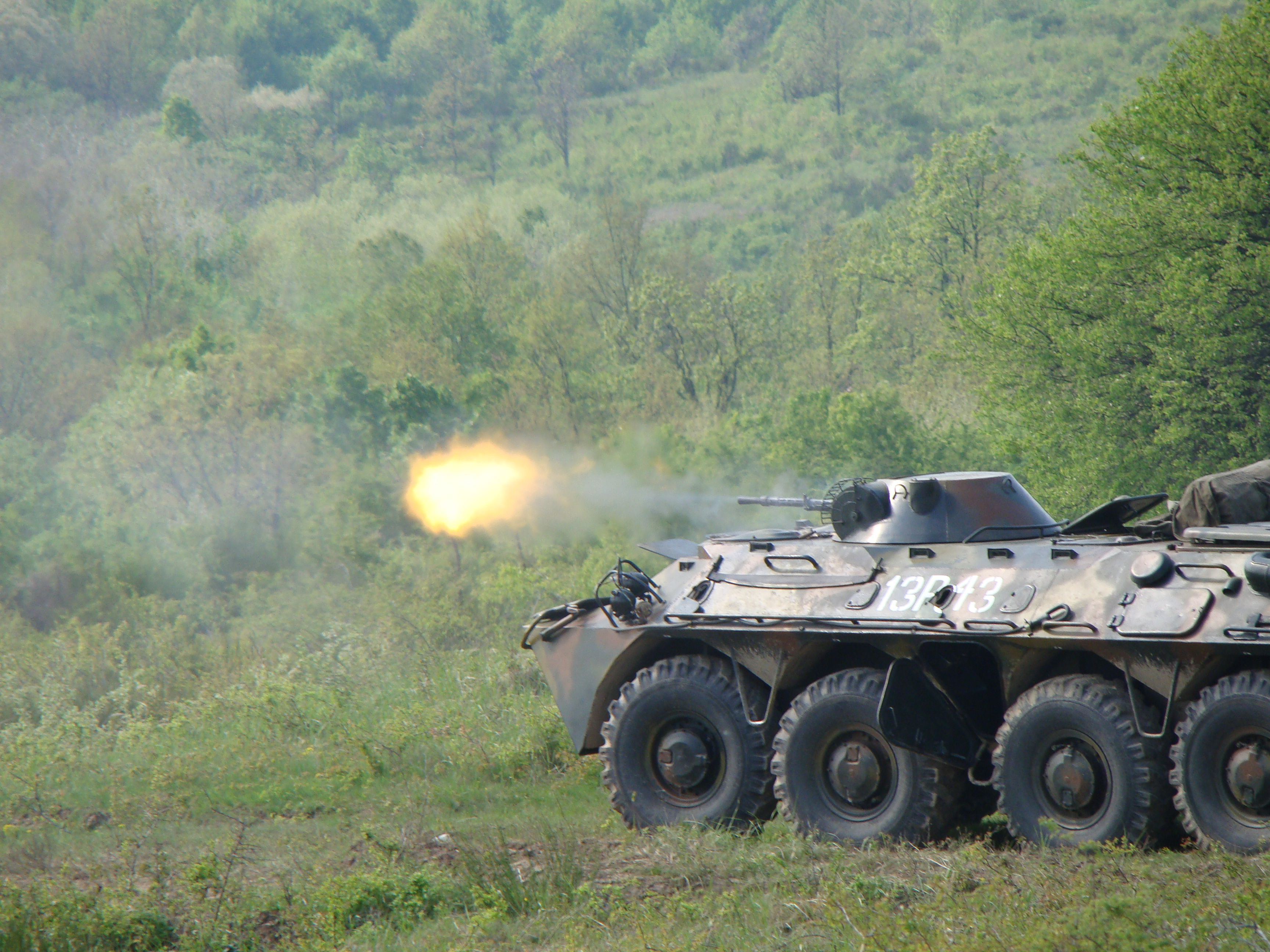
Trageri de luptă cu mitraliera grea MTB.

- China - un vehicul pentru teste, expus în prezent la sediul Norinco din Beijing.
- România - În anul 2010, conform rapoartelor anuale trimise ONU, România deținea 162 de exemplare.[7]
- Libia - 5 TERA livrate în anul 1986.

## Utilizare în luptă
Transportoarele blindate pentru trupe TAB-77 au fost folosite în timpul Revoluției Române din 1989, în timpul Războiului din Irak și din Afghanistan. Deși fiabile, vehiculele s-au dovedit a fi vulnerabile la dispozitivele explozive improvizate. Unele vehicule au fost tropicalizate și dotate cu aer condiționat.